# Lenomyrmex hoelldobleri
Lenomyrmex hoelldobleri (лат.) — вид муравьёв рода Lenomyrmex из подсемейства Myrmicinae (Formicidae), эндемик Эквадора. Длина тела составляет менее 5 мм; основная окраска — чёрная; жвалы узкие, вытянутые, напоминают щипцы.
Муравьёв нашли в желудках редких ядовитых лягушек-древолазов Oophaga sylvatica, которые, предположительно, свою ядовитость приобретают, поедая ядовитых муравьёв. Биология нового вида муравьёв неизвестна. Открытие вида не в характерной для муравьёв среде, а в таком необычном месте привлекло внимание научно-популярной прессы.

## Распространение
Встречается в северо-западном Эквадоре в Южной Америке. Типовые экземпляры обнаружены в провинции Эсмеральдас в 4 км ю.-з. от Alto Tambo (GPS: 0.912306, −78.583528) на тихоокеанских склонах Кордильер, известных как Evergreen Foothill Forests.

## Описание

### Морфология
Мелкие муравьи (длиной менее 5 мм) чёрного цвета, ноги и усики светлее. Мандибулы вытянутые, напоминающие щипцы или пинцеты, гладкие и блестящие с многочисленными микрозубчиками. Усики 11-члениковые, усиковых бороздок нет. Сложные фасеточные глаза крупные и состоят из 15 фасеток в самом длинном ряду. Заднегрудка вооружена двумя длинными проподеальными шипиками. Стебелёк между грудкой и брюшком состоит из двух члеников: петиолюса и постпетиолюса (последний чётко отделён от брюшка), жало развито. Петиоль с длинным стебельком и хорошо развитым узелком. Длина головы HL 1,02 мм; ширина головы HW 0,78 мм; длина мандибул ML 0,45 мм; длина скапуса усиков SL 0,81 мм; длина глаз EL 0,18 мм; длина груди WL 1,58 мм; длина петиоля PL 0,73 мм; ширина петиоля PW 0,23 мм; длина постпетиоля PPL 0,46 мм; ширина постпетиоля PPW 0,35 мм. На груди развит метанотальный шов, бороздки пронотума и проподеума концентрические и поперечные. Большая часть тела (кроме гладкого и блестящего брюшка) покрыта глубокими продольными бороздками и длинными отстоящими волосками. Голени средних и задних ног без шпор.

### Экология
Муравьёв Lenomyrmex hoelldobleri впервые нашли в желудках ядовитых лягушек Oophaga sylvatica из семейства древолазов (Dendrobatidae); местные жители называют эту лягушку diablito (с исп. — «маленький дьявол»). Открытие было сделано в области Alto Tambo (Evergreen Foothill Forests) на северо-западе Эквадора (Южная Америка). Этот вид лягушек признан редким и включён в Красную книгу Международного союза охраны природы в статусе «вид, близкий к уязвимому положению» (NT). В этих местах имеются фрагментированные дождевые тропические леса, в которых преобладают папоротниковые, а также цветковые растения из семейств марантовые, бромелиевые, орхидные и ароидные; осадков выпадает от 2000 до 4000 мм, а температура колеблется в пределах от 20 до 25 °C. Подробности биологии этих муравьёв остаются неизвестными. Вместе с Lenomyrmex hoelldobleri в желудке лягушек были найдены семь рабочих и одна матка близкого вида Lenomyrmex foveolatus. Проведённое в 2016 году исследование содержимого желудков более чем трёхсот лягушек Oophaga sylvatica из разных областей показало преобладание в них муравьёв разных видов (от 40 до 86 % диеты). Среди более чем 3000 обнаруженных в желудках жертв были представлены 44 различных рода муравьёв из девяти подсемейств. Известно, что свою ядовитость лягушки-древолазы приобретают в том числе за счёт поедания ядовитых муравьёв. Открытие нового вида не в характерной для муравьёв среде, а в таком необычном месте привлекло внимание научно-популярной прессы.

## Систематика
Вид Lenomyrmex hoelldobleri близок к Lenomyrmex costatus, от которого отличается развитым метанотальным швом, концентрическими и поперечными бороздками проподеума, более тёмным цветом и крупным размером и хорошо развитым узелком петиоля. Сочетание плезиоморфных и продвинутых черт строения вызывает затруднения в определении систематического положения этих редких муравьёв. Первоначально муравьёв рода Lenomyrmex включали в трибу Pheidolini (Fernández & Palacio, 1999), затем в самостоятельную трибу Lenomyrmecini (Bolton, 2003), а с 2015 года — в трибу Attini.

## Этимология
Видовое название Lenomyrmex hoelldobleri дано в честь крупного немецкого мирмеколога, лауреата Пулитцеровской премии, академика и профессора Берта Холлдоблера (нем. Bert Hölldobler, род. 1936) в знак признания его крупного вклада в исследование муравьёв и поведенческой экологии в целом, в целях воспитания и обучения новых поколений исследователей муравьёв, а также по случаю его 80-летия.